# Gymnoderus foetidus
Gymnoderus foetidus là một loài chim trong họ Cotingidae.

## Hình ảnh

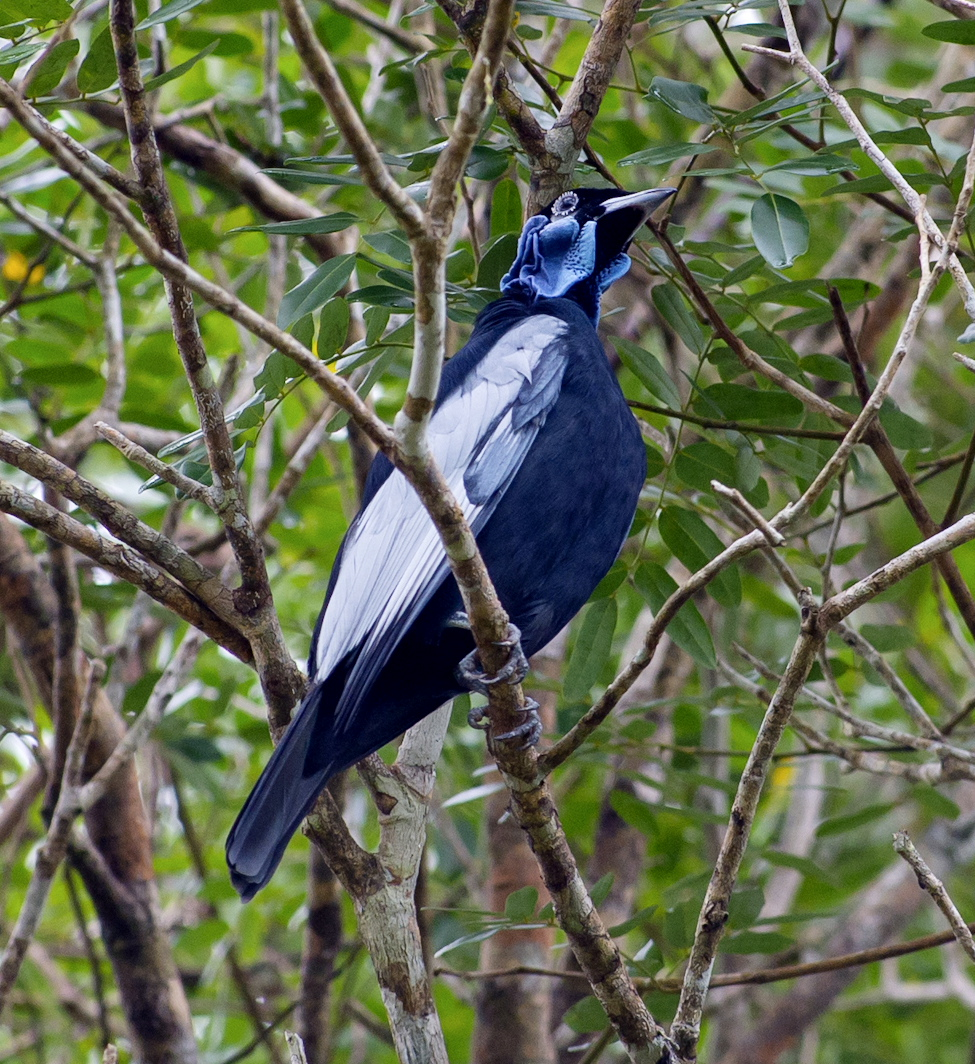